# توماس تشيلتون
توماس تشيلتون هو محامي وسياسي أمريكي، ولد في 30 يوليو 1798، وتوفي في 15 أغسطس 1854. نشط حزبياً في الحزب الديمقراطي. وقد انتخب عضو مجلس النواب الأمريكي ‏.